# Paradosso dei due condensatori

Circuito del paradosso, che mostra le tensioni iniziali prima della chiusura dell'interruttore

Il paradosso dei due condensatori o paradosso del condensatore è un paradosso, o esperimento mentale controintuitivo, nella teoria dei circuiti elettrici.
L'esperimento mentale è solitamente descritto come segue: due condensatori identici sono collegati in parallelo con un interruttore aperto tra di loro. Uno dei condensatori è caricato con una tensione di {\displaystyle V_{i}}, l'altro è scarico. Quando l'interruttore è chiuso, parte della carica {\displaystyle Q=CV_{i}} sul primo condensatore fluisce nel secondo, riducendo la tensione sul primo e aumentando la tensione sul secondo. Quando si raggiunge uno stato stazionario e la corrente va a zero, la tensione sui due condensatori deve essere uguale poiché sono collegati tra loro. Poiché entrambi hanno la stessa capacità {\displaystyle C} la carica sarà divisa equamente tra i condensatori quindi ogni condensatore avrà una carica di {\displaystyle {Q \over 2}} e una tensione di {\displaystyle V_{f}={Q \over 2C}={V_{i} \over 2}} . All'inizio dell'esperimento l'energia iniziale totale {\displaystyle W_{i}} nel circuito è l'energia immagazzinata nel condensatore carico:{\displaystyle W_{i}={1 \over 2}CV_{i}^{2}}Alla fine dell'esperimento l'energia finale {\displaystyle W_{f}} è uguale alla somma dell'energia nei due condensatori
Quindi l'energia finale {\displaystyle W_{f}} è uguale alla metà dell'energia iniziale {\displaystyle W_{i}} . Dov'è finita l'altra metà dell'energia iniziale?{\displaystyle W_{f}={1 \over 2}CV_{f}^{2}+{1 \over 2}CV_{f}^{2}=CV_{f}^{2}=C({V_{i} \over 2})^{2}={1 \over 4}CV_{i}^{2}={1 \over 2}W_{i}}

## Soluzioni
Questo è un vecchio problema che è stato ampiamente discusso nella letteratura elettronica. A differenza di altri paradossi nella scienza, questo paradosso non è dovuto alla fisica sottostante, ma ai limiti delle convenzioni del "circuito ideale" usate nella teoria dei circuiti. La descrizione sopra specificata non è fisicamente realizzabile se si presume che il circuito sia costituito da elementi circuitali ideali, come è usuale nella teoria dei circuiti. Se i fili che collegano i due condensatori, l'interruttore e i condensatori stessi sono idealizzati come privi di resistenza elettrica o induttanza come al solito, la chiusura dell'interruttore collegherebbe punti a tensione diversa con un conduttore perfetto, facendo fluire una corrente infinita. Pertanto una soluzione richiede che una o più delle caratteristiche "ideali" degli elementi del circuito siano allentate, cosa non specificata nella descrizione precedente. La soluzione differisce a seconda di quale delle ipotesi sulle effettive caratteristiche degli elementi del circuito viene abbandonata:
- Se si presume che i fili abbiano induttanza ma nessuna resistenza, la corrente non sarà infinita, ma il circuito non ha ancora componenti che dissipano energia, quindi non si stabilirà in uno stato stazionario, come ipotizzato nella descrizione. Costituirà un circuito LC senza smorzamento, quindi la carica oscillerà perennemente avanti e indietro tra i due condensatori; la tensione sui due condensatori e la corrente varieranno sinusoidalmente. Nessuna parte dell'energia iniziale andrà persa, in qualsiasi momento la somma dell'energia nei due condensatori e l'energia immagazzinata nel campo magnetico attorno ai fili sarà uguale all'energia iniziale.
- Se si presume che i fili di collegamento, oltre ad avere induttanza e nessuna resistenza, abbiano una lunghezza diversa da zero, il circuito oscillante agirà come un'antenna e perderà energia irradiando onde elettromagnetiche (onde radio). L'effetto di questa perdita di energia è esattamente lo stesso come se ci fosse una resistenza chiamata resistenza di radiazione nel circuito, quindi il circuito sarà equivalente a un circuito RLC. La corrente oscillante nei fili sarà una sinusoide a decadimento esponenziale. Poiché nessuna carica originale viene persa, lo stato finale dei condensatori sarà come descritto sopra, con metà della tensione iniziale su ciascun condensatore. Poiché in questo stato i condensatori contengono metà dell'energia iniziale, la metà mancante dell'energia sarà stata irradiata dalle onde elettromagnetiche.
- Se si presume che i fili abbiano una resistenza diversa da zero, si tratta di un circuito RC e la corrente diminuirà esponenzialmente fino a zero. Come nel caso precedente, poiché non viene persa alcuna carica, il circuito si stabilirà nello stato finale statico come descritto sopra. Poiché in questo stato i due condensatori insieme vengono lasciati con metà dell'energia, indipendentemente dalla quantità di resistenza, metà dell'energia iniziale verrà dissipata sotto forma di calore nella resistenza del filo.
- Se oltre a resistenza e induttanza i fili hanno lunghezza diversa da zero e fungono da antenna, la perdita di energia totale sarà la stessa, ma sarà divisa tra le onde elettromagnetiche irradiate e il calore dissipato nella resistenza.

Sono state ideate varie soluzioni aggiuntive, basate su ipotesi più dettagliate sulle caratteristiche dei componenti.

## Versioni alternative
Esistono diverse versioni alternative del paradosso. Una di queste consiste nel circuito originale con i due condensatori inizialmente caricati con tensioni uguali e opposte {\displaystyle +V_{i}} e {\displaystyle -V_{i}} .
Un'altra versione equivalente è un singolo condensatore carico cortocircuitato da un conduttore perfetto. In questi casi allo stato finale l'intera carica è stata neutralizzata, la tensione finale sul condensatore è zero, quindi l'intera energia iniziale è svanita. Le soluzioni a dove è andata l'energia? sono simili a quelle descritte nella sezione precedente.